# Knackspråket

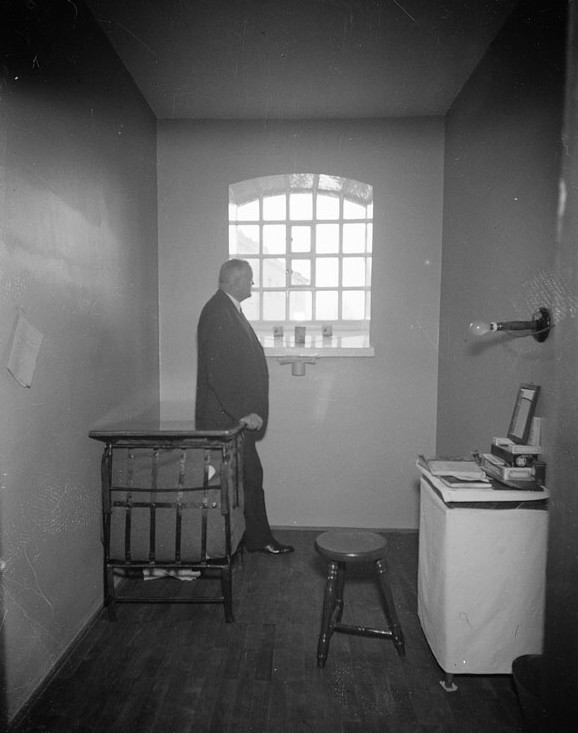
En cell på Långholmens centralfängelse 1920

Knackspråket är ett hemligt språk som var i bruk vid svenska fängelser fram till cellstraffets upphörande i och med den nya verkställighetslagen 1945. Knackspråket kan liknas vid en enkel form av morsealfabetet.

## Historik
Det är oklart när knackspråket uppkom, men det sprang ur behovet bland fångarna i ett cellfängelse att kunna kommunicera med varandra. Cellstraffet innebar att fångarna i princip inte hade någon personlig kontakt med varandra utan man fick försöka hitta andra kontaktsätt. Knackspråket beskrevs av Arthur Thesleff och Herman Palm i början av 1910-talet och enligt Palm skedde knackningarna dels med knogarna för att skapa korta, skarpa ljud, dels med handloven för att ge en mjukare, dov ljudeffekt. Under 1920-1930-talen ska handlovsknackningarna ha ersatts av ett skrapljud, till exempel åstadkommit genom att man drog ett hårt föremål mot cellväggen.
Knackspråkets nedgång inleddes under 1935-1940 då de hygieniska förhållandena på fängelserna förbättrades. Från att ha haft ett toalettkärl i cellen, ett kärl som fick tömmas manuellt, byggde allt fler fängelser gemensamhetstoaletter som fångarna fick besöka en i taget. Det var då enkelt för fånge A att knacka ett meddelande till fånge B som fick veta att A nu skulle gå på toaletten och att ett meddelande skulle vänta där. Det var förhållandevis enkelt att gömma skrivna meddelanden på toaletten, meddelanden som sedan kunde hittas av fånge B. När sedan den nya verkställighetslagen 1945 togs i bruk kunde fångarna träffa varandra betydligt enklare och därmed försvann behovet av andra kommunikationsmedel.

## Språklig utformning
Ursprungligen var språket sannolikt enhetligt och närstående skriftspråket och därför något ohanterligt eftersom det betydde att varje enskild bokstav eller siffra fick knackas. I takt med att det talade språket förändrades och förenklades ändrades även språket, även om det för en utomstående var ganska svårbegripligt eftersom det blandades med förbrytarspråk, månsing. Sannolikt behärskades språket fullständigt endast av ett mindre antal fångar med mycket långa strafftider, medan de flesta fångar förmodligen endast kunde tillräckligt för att skicka korta frågor och liknande.

## Teknisk utformning
Konversationen var så enkel som möjligt i syfte att förkorta behovet av långa knackserier. Samtalet inleddes vanligen med anropssignalen "boa", ett månsinguttryck utan egentlig betydelse. Det förekom även andra anropssignaler. Egennamn knackades endast ut första gången och därefter användes endast dess begynnelsebokstav.

### Bokstäver och siffror
"x" betecknar en kort knackning. "—" betecknar en lång knackning.
| Bokstav             | Antal och typ av knackningar |
| ------------------- | ---------------------------- |
| A                   | x                            |
| B och P             | xx                           |
| C och S, ibl. äv. K | xxx                          |
| D och T             | xxxx                         |
| E och Ä             | xxxxx                        |
| F och V             | xxxxxx                       |
| G                   | xxxxxxx                      |
| H                   | xxxxxxxx                     |
| I och ibl. Y        | xxxxxxxxx                    |
| J                   | xxxxxxxxxx                   |
| K                   | xxxxxxxxxxx                  |
| L                   | xxxxxxxxxxxx                 |
| M                   | xxxxxxxxxxxxx                |
| N                   | xxxxxxxxxxxxxx               |
| O och Å             | —                            |
| R                   | — —                          |
| U                   | — — —                        |
| Y                   | — — — —                      |
| Ö                   | — — — — —                    |

Räkneorden knackades företrädesvis med dova slag/skrapningar och för att skilja siffrorna åt sinsemellan knackades ett par hårda slag mellan varje siffra (xx).
| Räkneord | Antal och typ av knackningar                                |
| -------- | ----------------------------------------------------------- |
| 1        | —                                                           |
| 2        | — —                                                         |
| 3        | — — —                                                       |
| 4        | — — — —                                                     |
| 5        | — — — — —                                                   |
| 6        | — — — — — —                                                 |
| 7        | — — — — — — —                                               |
| 8        | — — — — — — — —                                             |
| 9        | — — — — — — — — —                                           |
| 10       | — — — — — — — — — —                                         |
| 11       | — (xx) — (xx)                                               |
| 12       | — (xx) — — (xx)                                             |
| 13       | x (xx) — — — (xx) och så vidare upp till 19                 |
| 20       | Knackas med bokstäver enligt bokstavsalfabetet för tjugo    |
| 21       | — — (xx) — (xx) och så vidare till 29                       |
| 30       | — — — åtföljt av ordet ti, det vill säga --- xxxx xxxxxxxxx |
| 40       | På samma sätt som 30 upp till 90                            |
| 100      | Knackas med bokstäver                                       |
| 200      | — — (xx) åtföljt av ordet hundra upp till 900               |
| 1000     | Knackas med bokstäver                                       |
| 2000     | — — — (xx) åtföljt av ordet tusen                           |

Data, som till exempel datum, var viktiga i fångspråket. Det kunde till exempel röra sig om frigivningsdatum och liknande. Då ett datum skulle knackas, till exempel 21 november, skrevs det som 21 i 11, det vill säga — — (xx) — (xx) xxxxxxxxx — (xx) — (xx)